# Nephelasca crocea
Nephelasca crocea is een insect uit de familie van de vlinderhaften (Ascalaphidae), die tot de orde netvleugeligen (Neuroptera) behoort. 
Nephelasca crocea is voor het eerst wetenschappelijk beschreven door Navás in 1914.